# أندريه مالييت
أندريه مالييت (بالإنجليزية: Andrée Maillet)‏ (7 يونيو 1921، مونتريال في كندا - 3 ديسمبر 1995)؛ صحفية، كاتِبة، شاعرة وروائية كندية.